# Buthus occitanus
Espèce
Synonymes
- Scorpio occitanus Amoreux, 1789
- Scorpio rufus Amoreux, 1789
- Androctonus eurialus C. L. Koch 1839
- Androctonus eurilochus C. L. Koch 1839
- Buthus europaeus Thorell 1876
- Buthus europaeus tridentatus Franganillo 1918

Buthus occitanus, le Scorpion languedocien, est une espèce de scorpions de la famille des Buthidae.

## Distribution
Cette espèce se rencontre dans le Sud de la France et dans l'Est de l'Espagne au nord de l'Èbre.
En France, on le trouve en grand nombre sur la rive droite du Rhône, il est moins fréquent ou plus localisé sur la rive gauche.

## Habitat
Cette espèce se rencontre sous les pierres dans la garrigue.

## Description

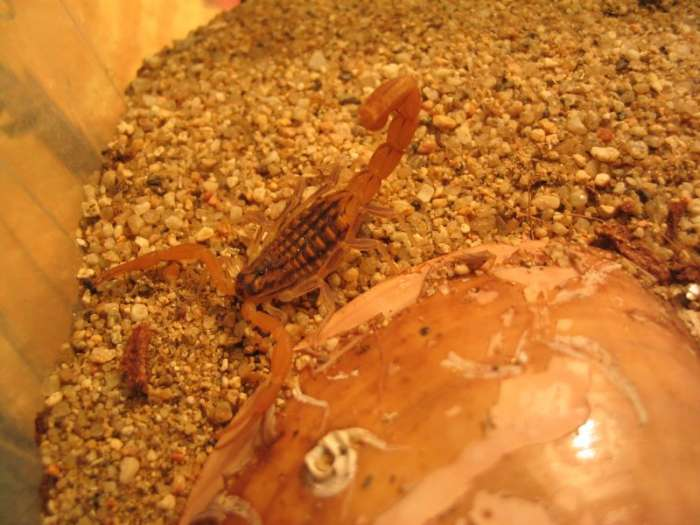
Buthus occitanus

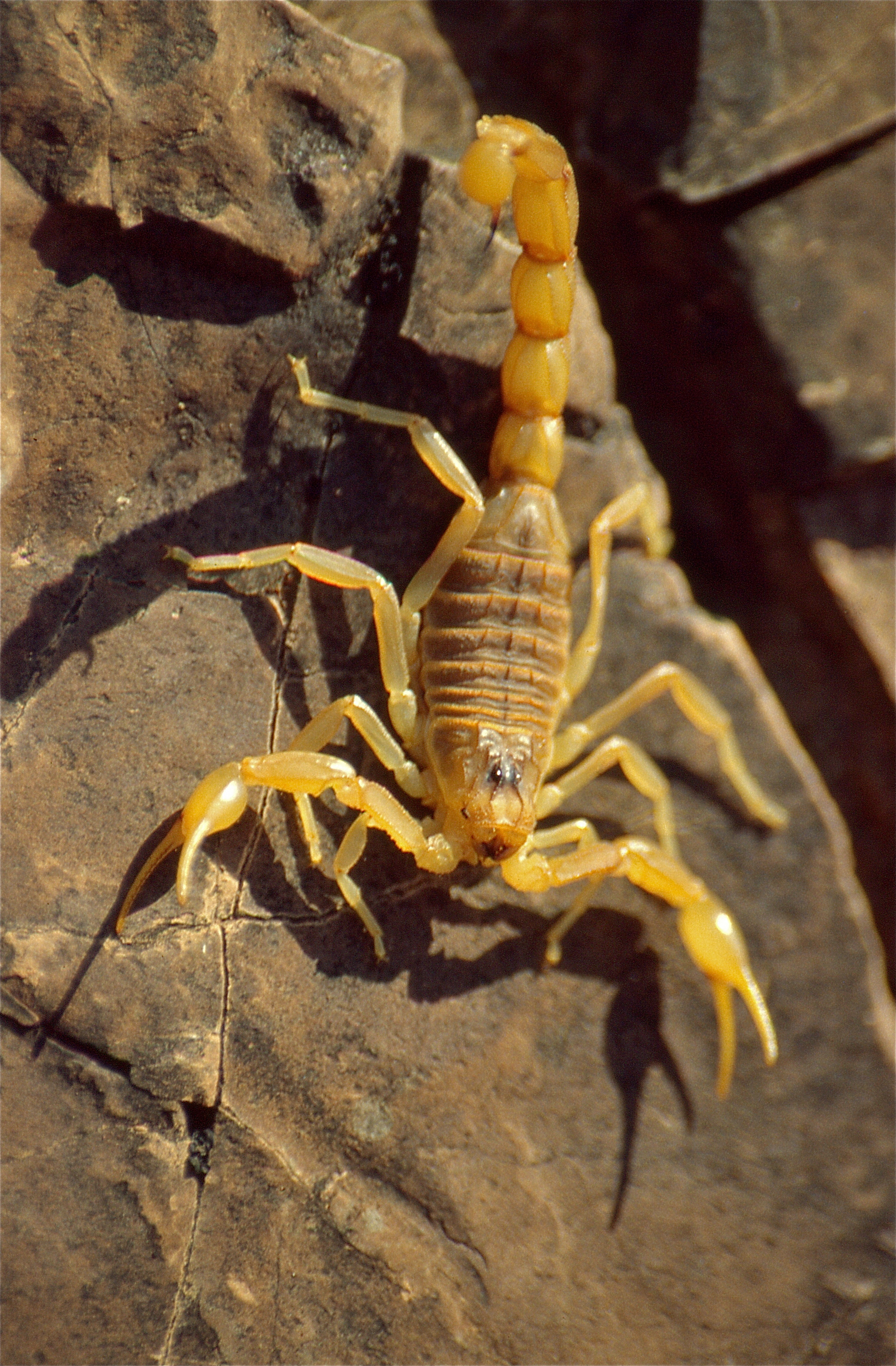
Buthus occitanus

Les mâles mesurent de 54 à 64 mm et les femelles de 55 à 70 mm.
Sa couleur est uniformément jaune. Il ne peut pas être confondu avec le petit scorpion noir à pattes jaunes (Tetratrichobothrius flavicaudis), commun dans toutes les maisons du midi.
La piqûre de ce scorpion est très douloureuse, mais pas mortelle.
Nocturne, il chasse surtout les araignées.

## Systématique et taxinomie
Cette espèce a été décrite sous le protonyme Scorpio occitanus par Amoreux en 1789. Elle est placée dans le genre Buthus par Leach en 1815.
En 2000, dix sous-espèces étaient reconnues à Buthus occitanus :
- Buthus occitanus malhommei, Buthus occitanus mardochei, Buthus occitanus paris et Buthus occitanus tunetanus ont été élevées au rang d'espèce par Lourenço en 2003[5] ;
- Buthus occitanus barcaeus a été élevée au rang d'espèce par Kovařík en 2006[6] ;
- Buthus occitanus berberensis a été élevée au rang d'espèce par Lourenço en 2008[7] ;
- Buthus occitanus israelis a été élevée au rang d'espèce par Lourenço, Yağmur et Duhem en 2010[8] ;
- Buthus occitanus nigrovesiculosus a été élevée au rang d'espèce par Sousa, Arnedo et Harris en 2017[9] ;
- Buthus occitanus tridentatus a été placée en synonymie par Sousa, Arnedo et Harris en 2017[9].

## Étymologie
Son nom d'espèce lui a été donné en référence au lieu de sa découverte, l'Occitanie.

## Le Scorpion languedocien dans la culture
Ce scorpion a été longuement observé par Jean-Henri Fabre, qui en fait état dans ses Souvenirs entomologiques.

## Publication originale
- Amoreux, 1789 : Notice des insectes de la France, réputés venimeux, tirée des écrits des naturalistes, des médecins et de l'observation. Paris, p. 1-302 (texte intégral).